# Ізгрев (Плевенська область)
І́згрев (болг. Изгрев) — село в Плевенській області Болгарії. Входить до складу общини Левський.

## Населення
За даними перепису населення 2011 року у селі проживали 430 осіб.
Національний склад населення села:
| Національність   | Кількість осіб | Відсоток |
| ---------------- | -------------- | -------- |
| болгари          | 261            | 91,6%    |
| цигани           | 16             | 5,6%     |
| турки            | 5              | 1,8%     |
| інша             | 0              | 0%       |
| не визначились   | 3              | 1,1%     |
| Всього відповіли | 285            |          |

Розподіл населення за віком у 2011 році:
Динаміка населення: